# Weltenberg
Weltenberg, auch Weltberg, Kosmischer Berg, Urberg, Urhügel, ist eine alte, besonders in Asien weit verbreitete mythologische Vorstellung eines Berges im Zentrum der Welt, der in der Kosmogonie häufig aus einem kleinen Anfang entstand und später eine Terrassenform angenommen hat. Der Weltenberg kann über dem Nabel der Erde stehen oder sich als Wohnort der Götter im Himmel befinden (Himmelsberg). Die Vorstellung eines Weltzentrums steht in Verbindung mit dem Weltenbaum und der Weltachse. Im Unterschied zu einem Heiligen Berg, der als Sitz der Götter oder Urahnen verehrt wird, muss der Weltenberg nicht in einem realen Berg geografisch verortet werden.

## Kosmogonie
Schöpfungsmythen, die sich mit dem Ursprung des Kosmos beschäftigen, gibt es auf fast allen Kontinenten, wobei sie in den afrikanischen Kosmogonien höchstens als spätere Übernahmen aus dem asiatischen Raum auftauchen. Dort liegt der Schwerpunkt auf der Einführung der ersten Menschen. Nach der allgemeinsten Vorstellung der frühen Jäger und Sammler wird die Erde als kreisrundes Gebilde gedacht, das in der Mitte des grenzenlosen Urmeers treibt. Dies trifft für frühe sesshafte Hochkulturen und nomadisierende Völker gleichermaßen zu. In der antiken griechischen Mythologie umfließt der Okeanos die bewohnte Welt, während in der ägyptischen Mythologie für die Bewohner von Philae ihre Insel einst aus dem Urmeer Nun hervorgekommen war. In der altnordischen Snorra-Edda ist die kreisförmige Erde an ihrem Außenrand von einem tiefen Meer umgeben. Ebenso dachten sich mehrere Altaisch sprechende Völker in Zentral- und Nordasien die Erde als runden Brotlaib auf dem Urmeer. Um die auf dem Wasser treibende Erdscheibe in ihrer Position zu fixieren, führten die nordöstlich des Ural lebenden Mansen einen ersten Menschen ein, dessen Aufgabe es war, die Erde mit Hilfe eines mit Silber beschlagenen Gürtels zu umschlingen, was zwangsläufig die Ränder aufwölbte und am äußeren Rand ein Ringgebirge entstehen ließ, das auch in der iranischen Mythologie vorkommt und dort Qaf genannt wird.
Wesentlich für dieses Weltbild ist ein Träger der Erde. Dieser ist in jedem Fall ein Tier und sehr häufig eine kosmische Schildkröte, auf deren Bauch oder Rücken der Schöpfergott die Erde oder genauer, den Weltenberg errichtet. Die indische Schildkröte Kurma spielte bei der Ausbreitung eines solchen Weltbildes in Asien eine führende Rolle. Mit der Ausbreitung des Buddhismus gelangte die Schildkröte nach Norden. Über China kam sie zu den Mongolen, bei denen eine goldene Schildkröte den Zentralberg trägt. In Thailand, bei den Ainu in Japan, einigen russischen und sibirischen Völkern trägt ein Fisch die Erde. Bei den muslimischen Arabern trägt ein Stier auf seinen Hörnern die Erde, so auch bei vielen Tataren. Die Krimtataren haben einen im Meer schwimmenden Riesenfisch mit einem darauf stehenden Stier kombiniert, auf dessen Hörnern wiederum die Erde ruht. Möglicherweise stammt der Träger-Stier vom iranischen Hochland.

## Entstehung des Urhügels

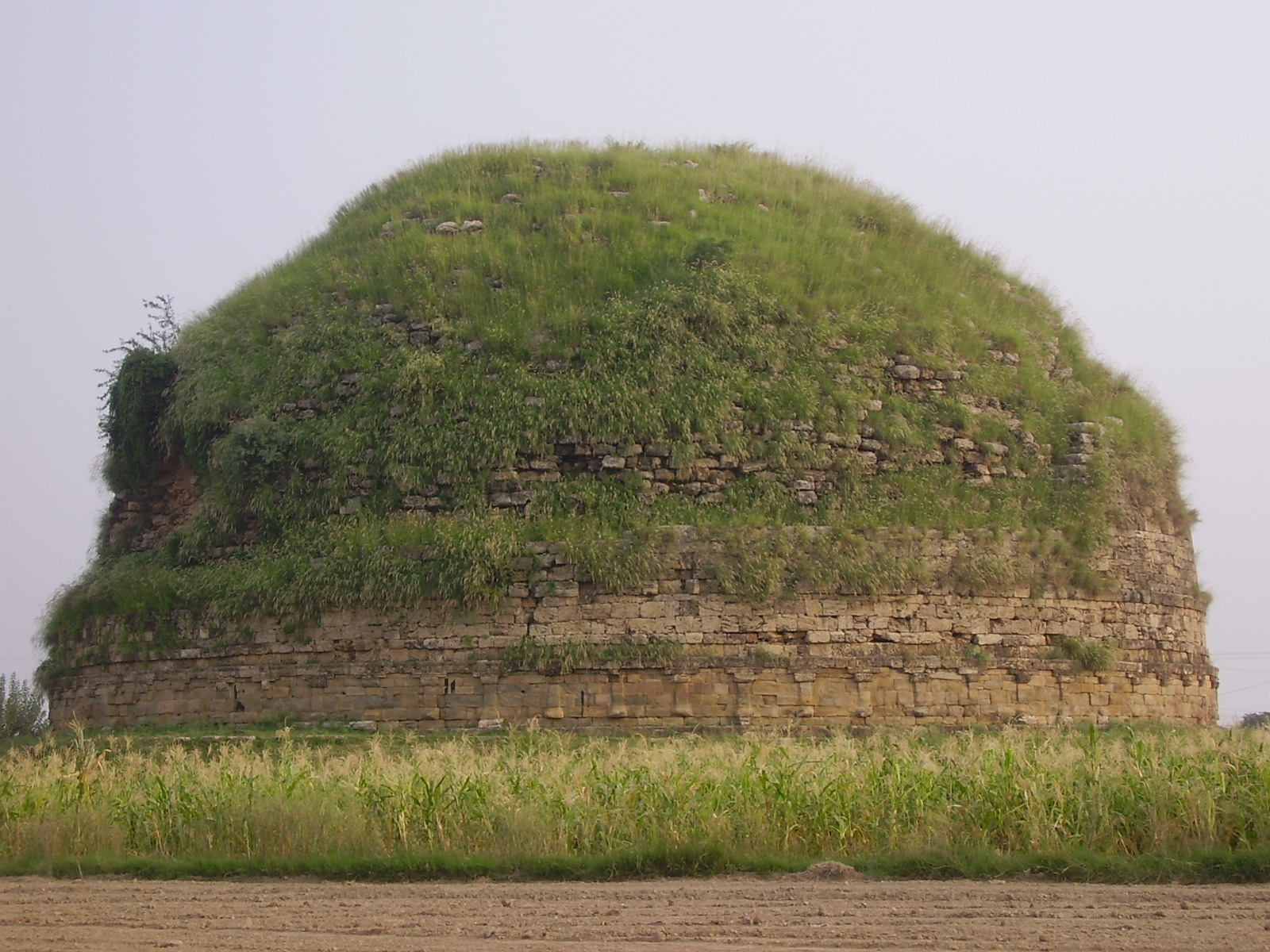
Maniakala Stupa beim Dorf Maniakala, 2 km westlich der Grand Trunk Road und 27 km südlich von Rawalpindi in Pakistan. Gandhara-Zeit, 2. Jahrhundert n. Chr. Die Urform des Stupa besteht aus einer Halbkugel (anda) über einer zylindrischen Basis (medhi).

Nach manchen Ursprungserzählungen war es der Schöpfergott leid, im Wasser zu schwimmen, weshalb er festen Boden unter seinen Füßen schaffen wollte und eine Insel, einen ersten Stein oder einen Lehmhügel erschuf. Im altägyptischen Heliopolis entstieg der Sonnengott Atum dem Urmeer und erschuf einen „Sandhügel“ oder den Urstein Benben, auf dem er sich niederließ und die weiteren Schöpfungselemente hervorbrachte. Der Urstein blieb im altarabischen Kult der Beduinen als Betyl (Bätyl, beseelter Stein, anikonisches Götterbild oder Wohnsitz einer Gottheit) erhalten. In Hermopolis entstand nach dem Willen der acht ägyptischen Urgötter eine „Feuerinsel“ mit einem „hohen Hügel“. Auf dem ersten Land, das Gott Ptah erschuf, um sich daraufzustellen, wurde die Hauptstadt Memphis erbaut. Dem späteren Theben und anderen Orten in Oberägypten kam gleichfalls Bedeutung durch einen Urhügel zu, auf dem sie gegründet wurden.
Die Vorstellung von der Entstehung der Erde als Insel auf einer Wasserfläche findet sich gleichermaßen in der Bibel und in der sumerischen Überlieferung, wo der weibliche Drache Tiamat das Urwasser verkörpert. Der Schöpfergott gewann im Kampf gegen das Chaos, bis aus dem Körper von Tiamat Himmel und Erde wurden. Die Welt keimte in dem sich zerteilenden Weltenei. Der Weltenberg des babylonischen Erdkreises (sumerisch harsag (gal) kurkurra, semitisch sâd mâtâti) ruhte im Urmeer apsu.
Wie in Ägypten entstand bei den Tataren Sibiriens die Erde allmählich aus einem winzigen Hügel, der bei den Tataren in Chakassien zu einem „eisernen Berg“ emporwuchs. Offensichtlich übernahmen sie das verbreitete kosmogonische Modell und bauten es im Gesamten in ihr Weltbild ein. Die einzelnen altaisprachigen Völker verbanden die asiatische Vorstellung vom Weltenberg nicht mit einem ihrer regionalen Berge, auch wenn sie einen bestimmten Berg und besonders häufig den Altai als heilig angesehen haben.

## Lage und Form des Weltenberges
Viele kosmogonische Modelle basieren auf einem mehrschichtigen Himmel, der sich als Zelt oder Glocke über den Erdenkreis spannt. Häufig sind Himmel mit sieben oder neun Schichten übereinander. Einige Völker Zentralasiens kannten wie die altpersische Vorstellung einen Himmel mit drei Schichten, über denen sich das Paradies befand. Beim nordasiatischen Himmelszelt befand sich in der Mitte ein Rauchabzug in jeder Schicht, durch die der Schamane bei seiner Himmelsreise nacheinander hindurchkam. Bei einem siebenschichtigen Himmel traf der Schamane im sechsten Himmel auf den Mond und im siebten Himmel auf die Sonne. Zur Zeit des römischen Kaisers Julian im 4. Jahrhundert kannten Anhänger des Mithraismus neun Himmel. Dem entsprach die iranische Vorstellung von neun Planeten, die ihren Weg nach Indien gefunden haben könnte. Dort wird sie in einem, dem Brahmanen Yajnavalkya zugeschriebenen vedischen Text erwähnt. Gedankliche Überbleibsel eines neunstufigen Himmels in Nordeuropa blieben in finnischen Zaubersprüchen erhalten. In einem Vers stammt das Feuer ursprünglich von einem Berggipfel, der sich über dem Himmelsnabel erhebt. In Dantes Göttlicher Komödie durchschreitet der Icherzähler die sieben Terrassen des Läuterungsberges, der einen kosmischen Berg über der Südhalbkugel der Erde darstellt.
Die Zahl der Himmelsschichten findet ihre Entsprechung in den Terrassenstufen des Weltenberges, wobei neun Stufen nicht vorkommen. Die Mongolen dachten sich den Weltenberg quadratisch mit drei Stufen, bei den Jakuten waren die drei Stufen aus Silber und führten zu einem Götterthron aus weißem Stein hinauf. Die Kalmücken dachten sich den Weltenberg mit vier, die Tataren Sibiriens mit sieben Stufen. Nicht allgemein zu beurteilen ist, ob die Kerben in den in Nordasien aufgestellten hölzernen Säulen als zahlenmäßig entsprechende Abbilder der Himmelsschichten oder als Stufen einer schamanischen Himmelsleiter gedacht waren.
In manchen Mythen fungiert der Weltenberg als Wohnsitz der Götter und ist in den Himmel entrückt. In einem altaischen Schöpfungsmythos saß der höchste Gott Ulgen auf einem goldenen Berg (altyn tu), an dem Sonne und Mond immer leuchten. Damit ist der Himmel gemeint. Später senkte sich der Berg herab und beschattete wie ein gewölbtes Dach die Erde, ohne jedoch an den Rändern die Erdoberfläche zu berühren. Einen anderen Himmelsberg fertigten die Götter aus Stein, bis er so schwer wurde, dass die Menschen Angst hatten, er könnte auf sie herabstürzen. Die Götter bliesen deshalb eine dicke Luftschicht unter den Berg, damit die Menschen ihn nicht mehr sehen konnten.
Der altiranische Weltenberg Albordschi ist im Wesentlichen eine Schöpfung des zoroastrischen Lichtgottes Ahura Mazda, wofür dieser 800 Jahre benötigte. Nachdem er in den ersten 15 Jahren den Grund befestigt hatte, wuchs der Berg in Etappen zunächst bis zum Sternenhimmel, dann weiter zum Mondhimmel, über diesen hinaus bis zum Himmel der Sonne und noch weiter bis zum Himmel des Urlichts. Dort liegt der Wohnort des höchsten geistigen Wesens Ahura Mazda. Vom Berg herunter strömt alles Wasser und fließt in die sieben Erdteile, auf denen sich insgesamt 244 Berge erheben, die alle mit dem Urberg zusammenhängen.
Die geläufigen asiatischen Vorstellungen vom Weltenberg gehen auf den indischen Berg Meru, auch Sumeru, zurück. Nach der indischen Kosmogonie erschufen die Götter (Suras) im Kampf mit den Dämonen (Asuras) die Welt, indem sie den Zentralberg Mandara, der auf dem Rücken einer Schildkröte (Kurma) stand, mit Hilfe der Seilschlange Ananta-Shesha in Drehung versetzten und so den Milchozean quirlten. Mehrere Götter, Sonne, Mond und Sterne sowie kostbare Gegenstände kamen daraufhin aus dem Milchozean hervor.
Sumbur heißt derselbe Berg bei den Mongolen, Sumur bei den Burjaten und Sumer bei den Kalmücken. Der sich drehende indische Weltenberg passt zur asiatischen Vorstellung einer Weltsäule, die wie eine Holzstange in der Zeltmitte bis zum Himmelsgewölbe ragt. Sie ist die vergrößerte Form eines Nagels, wie einige nordasiatische Völker den Polarstern nannten, weil sich um ihn in einer Kreisbewegung der Sternenhimmel dreht. In skandinavischen Sagen heißt dieser Drehpunkt veraldarnagli („Weltnagel“), die Samen sprechen vom bohinavlle („Nordnagel“). Wie die Säule ragt der Weltenberg bis zum Polarstern, er erstreckt sich also vom Erdnabel zum Himmelsnabel; und wie der Polarstern im Norden liegt, wird auch der Weltenberg im Norden vorgestellt. Inder verorten den Weltenberg in dem für sie im Norden gelegenen Himalaya und bringen ihn wie die Tibeter vorzugsweise mit dem heiligen Götterberg Kailash in Verbindung. Die Mandäer wenden sich beim Gebet nach Norden, wo sie den Himmelsgott vermuten, die Buddhisten brachten gemäß einer Schilderung aus dem 13. Jahrhundert die nordwärts gewandte Gebetsrichtung mit nach Zentralasien. Der Polarstern, um den die Sterne ihre Kreise ziehen, steht üblicherweise – außer bei den Jainas – über dem Sumeru. Bei den Kalmücken verbergen sich in einer sternlosen Nacht die Himmelskörper hinter dem Sumer.
Die Kalmücken haben auch das Quirlen des Milchozeans aus Indien übernommen. In ihrem Mythos besitzt der Weltenberg die Form einer Säule. Vier Götter hoben vereint den Weltenberg auf und drehten ihn wild im Urmeer umher, sodass daraus Sonne, Mond und Sterne hervorkamen. In einer anderen Erzählung der westlichen Mongolen rührte ein Schöpferwesen mit einer sehr langen Stange im Urmeer und erschuf Sonne und Mond. Anderswo wurde mit einem Eisenstab in der Ursuppe gerührt, bis sich etwas von dieser Flüssigkeit zu Erde verfestigte.
Der Mythos vom indischen Milchozean kam nach Zentral- und Nordasien in Form eines lebensspendenden Milchsees, der sich unter dem Weltenbaum, um den Weltenberg oder auf seiner Spitze befindet. Bei den Jakuten ist der aus einem milchweißen Felsenberg gebildete Himmelsthron von einem Milchsee umgeben. Eine solche Urquelle war in den Vorstellungen der alten asiatischen Hochkulturen verbreitet, wo vier Ströme aus der Weltmitte flossen. Die vier Flüsse gehören zur biblischen Beschreibung des Paradieses (1 Mos 2,10–14 ) und stellen den Grundplan des viergeteilten Persischen Gartens (Tschāhār Bāgh) dar. Bei manchen Völkern des Altai wurde der Milchsee im Himmel angesiedelt, wo er nach altiranischer Auffassung zusammen mit dem Paradies im dritten Himmel liegt. Nach einer zentralasiatischen Sage befindet sich der Milchsee auf dem Gipfel eines Berges, der in den Himmel reicht. Jedes Mal wenn ein Kind geboren wird, schöpft der Geburtsgeist Jajutschi Lebenskraft aus dem paradiesischen Milchsee. Sibirische Schamanen erzählen in Ekstase von ihrem Treffen mit Jajutschi an seiner Jurte im fünften Himmel. Bei den Chanten wächst der Weltenbaum im Himmelszentrum an einem wässrigen Meer, das wohl dem himmlischen See der Samojeden, aus dem der Jenissei entspringt, entspricht.

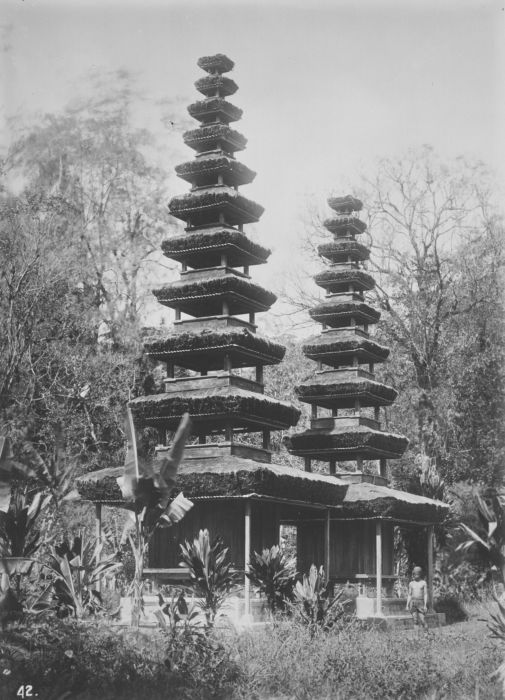
Zwei Tempeltürme (meru) mit elf und neun Pagodendächern (tumpang) in einem unbekannten hinduistischen Tempelbezirk (pura) auf Bali. Foto von 1890 bis 1935

Die detaillierteste Ausgestaltung fand die Vorstellung des Weltenberges beim Meru in Indien selbst und in den Gebieten, die mit der Ausbreitung des Buddhismus dieses Weltbild übernommen haben. Die thailändische Entsprechung des Merus ist in der mittelalterlichen Abhandlung Traibhumikatha enthalten. Mit dem buddhistischen Lamaismus kam der Berg nach Zentralasien. Die Beschreibung der westmongolischen Kalmücken ist beispielhaft: Demnach beträgt die aus dem Wasser aufragende Höhe des Weltenberges 80.000 Meilen, unterhalb der Wasseroberfläche ist ein noch einmal so hoher Bergfuß verborgen, der auf einer Schildkröte ruht. Dazwischen befindet sich eine Goldschicht. Der Berggipfel ist von sieben goldenen Bergketten ringförmig umgeben, die durch Meere voneinander getrennt sind. Nach der Mitte verdoppelt sich jeweils die Höhe der Berge, beginnend bei 625 Meilen Höhe des äußersten Bergringes, zu 1250 Meter des sechsten, 2500 Meter des fünften bis zu 40.000 Meilen des ersten Ringes. Der Abstand zwischen den einzelnen Bergketten entspricht ihrer Höhe und nimmt ebenfalls zur Mitte hin zu. Alle Meere dazwischen beinhalten Süßwasser, nur das außen umfließende Wasser ist salzhaltig. Diesen äußeren Ozean umgibt ein eiserner Ring (entsprechend dem Qaf) am Außenrand der Welt in der halben Höhe des siebten Bergrings. Dessen Umfang und Entfernung sind ebenso zahlenmäßig bestimmt.
Im Zentrum ragt der pyramidenförmige Meru auf, dessen Basisdurchmesser 2000 Meilen und dessen Durchmesser am Gipfel 3,5 Meilen beträgt. Die Berghänge sind mit verschiedenen Edelsteinen und Metallen bedeckt und leuchten dementsprechend blau an der Südseite, rot im Westen, weiß (Silber) im Osten und gelb (Gold) im Norden. In jeder Himmelsrichtung liegt draußen im Ozean wie eine große Insel ein eigener Kontinent, dem die entsprechende Farbe zukommt. Jeder Kontinent ist von zwei Nebeninseln umgeben, was die Gesamtzahl der Inseln auf zwölf erhöht. Die Zahl Zwölf ist erforderlich, um auf die entsprechende Zahl von Tierkreiszeichen im Himmel zu kommen, deren irdische Gegenstücke die zwölf Inseln darstellen. Die Inseln sind alle von Menschen bewohnt, die sich an der Form ihrer Gesichter unterscheiden. Menschen mit ovalen Gesichtern leben im Süden (Indien und Umgebung), andere mit runden Gesichtern im Westen, Menschen mit mondsichelförmigen Gesichtern im Osten und mit rechteckigen im Norden. Die Weltkarte der Kalmücken zeigt die vier Mal drei Inseln in ebendiesen Umrissen.
In Südostasien kommt die Vorstellung vom Weltenberg nur im Zusammenhang mit hinduistischen und buddhistischen Mythen vor, die sich von Indien aus im 1. Jahrtausend verbreiteten. Altindonesischen Religionen ist der Weltenbergmythos fremd. Die einzige Ausnahme bilden einige Ethnien in der Mitte der Insel Seram, die vermutlich zu einer späten Zeit den Mythos von den auf Java zentrierten hinduistischen Reichen übernahmen. Im Mythos der Sima-Sima auf Seram liegt der rund 2750 Meter hohe Berg Murkele (oder der Berg Hoale) im Mittelpunkt der Welt. Auf diesem erhebt sich der unsichtbare neunstufige Weltenberg, dessen Form als neun aufeinander liegende und nach oben kleiner werdende, kreisrunde Scheiben vorgestellt wird. Auf der Spitze thront der unsichtbare Schöpfergott Upua in einem Dorf. Sollte ihn jemand zu Gesicht bekommen, müsste derjenige sterben. Upua erschuf aus seinem Speichel Sonne, Mond, Geister und Menschen. Bei den anderen Ethnien in Zentral-Seram heißt der Schöpfergott mit denselben Eigenschaften Alahatala oder Lahatala.
In Palästina ragt der Berg Tabor weithin sichtbar aus der Ebene. Der Name des Berges, an dem nach christlicher Tradition die Verklärung des Herrn stattfand, wird mit dem hebräischen Wort tabbur als „Nabel (der Welt)“ interpretiert. Der nahegelegene Berg Garizim trägt den Beinamen tabbur eres („Nabel der Erde“). In der jüdischen Überlieferung wurde das Land Israel wegen seiner Nähe zum Weltenberg von der Sintflut verschont. Nach den Evangelien wurde Jesus auf dem Hügel Golgota gekreuzigt, einem weiteren Symbol für den Weltenberg, auf dem angeblich Adam begraben liegt.
Seit Anbeginn ist die Welt nach einer asiatischen Vorstellung der Gefahr ausgesetzt unterzugehen. Bei den Mongolen lauerte die Riesenschlange Losun im die Welt umgebenden Urmeer, von wo aus sie Gift auf die Erde spritzte, das viele Menschen und Tiere tötete. Niemand, auch nicht der vom obersten Gott gesandte Held Otschirvani, der in einer anderen mongolischen Sage als Schöpferaufgetreten war und dem Bodhisattva Vajrapani der tibetisch-buddhistischen Mythologie entspricht, vermochte die Schlange zu besiegen. Es gelang ihm nur, mit letzter Kraft auf den Berg Sumer zu entkommen. Auf dem Gipfel verwandelte er sich in den Adler Garide (den schlangentötenden indischen Garuda), der mit seinen Krallen den Kopf der Riesenschlange packte, das Untier dreimal um den Berg herumschleifte und schließlich mit einem Stein seinen Kopf zerschlug. Von ähnlicher giftspeiender, weltumspannender Bösartigkeit ist die skandinavische Midgardschlange.

## Weltenbergsymbole

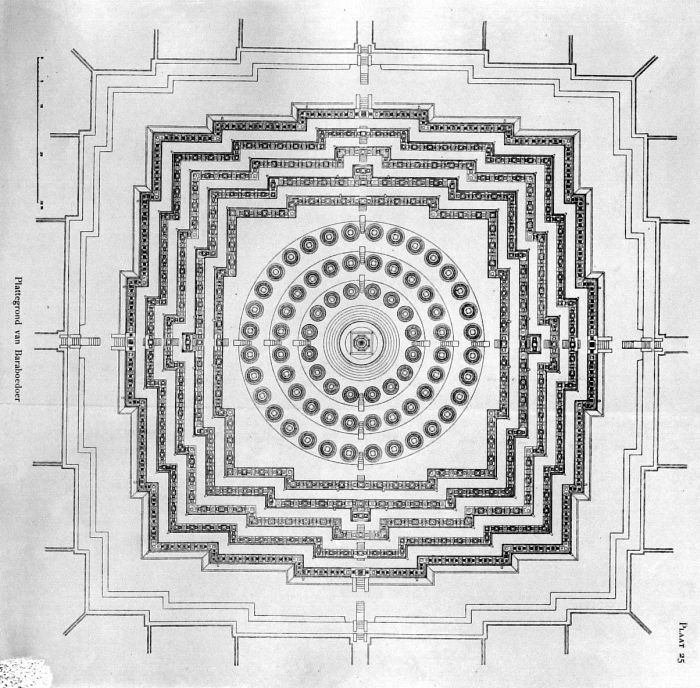
Grundplan des Borobudur, 9. Jahrhundert. Die Vorstellung eines vollkommen symmetrischen Weltenberges erreichte Indonesien mit der Ausbreitung des Buddhismus in der ersten Hälfte des 1. Jahrtausends.

In der indischen Tempelarchitektur spielt die Vorstellung von einer anfänglichen kosmischen Dunkelheit eine Rolle. Die höhlenartig enge und dunkle Cella, das Allerheiligste des Hindutempels, wird als Erinnerung an die Nacht am Beginn der Schöpfung in einer insgesamt von ihren Erbauern symbolisch gedachten Architektur interpretiert. Die Cella heißt in Indien garbhagriha (sanskrit, „Mutterschoßhaus“) und steht für die Rückkehr an den Urbeginn. Die Götterehrung in der Cella soll zum Durchleben eines geistigen Neuanfangs führen. Der hohe turmartige Dachaufbau des Tempels (Shikhara in Nordindien oder Vimana im Süden) kann als Zentralberg innerhalb einer mikrokosmisch abgebildeten Welt aufgefasst werden. Vimana heißen auch die einzelnen Schichten des indischen Himmels, in denen die Götter und andere überirdische Wesen leben. In der Achse des Tempels aufgestellte Steinsäulen (Stambhas) entsprechen in diesem Zusammenhang sowohl dem altvedischen Opferpfosten Yupa, als auch der bis zum Himmel reichenden Weltsäule. Das erste Selbstopfer, der kosmische Urmensch Purusha, aus dessen Körper die Götter, Gestirne und die Erde geboren wurden, liegt nach dem mythischen Grundplan des Vastu-Purusha-Mandalas in genau definierter Lage unter dem Fundament eines jeden Tempels.
Die Stockwerke des Himmels und des Weltenberges finden ihre Entsprechung in der stufenförmigen monumentalen Tempelbaukunst, wie sie besonders im südindischen Vimana-Dachaufbau zum Ausdruck kommt. Indische Tempeltürme, ob horizontal abgetreppt wie in Südindien oder in vertikalen Gliederungen in die Höhe wachsend wie in der nordindischen Tempelarchitektur, sind Abbilder des Weltenberges Meru. Viele Tempel tragen die Namen mythischer Berge: Meru, Sumeru, Kailash oder Mandara. Einige mittelalterliche Tempel wurden auf der Spitze eines Felsberges errichtet, wo sie mit dem Berg zu einer Einheit verschmelzen sollten. Die Mehrheit der Tempel stellt jedoch kein Abbild eines konkreten Berges, sondern des mythischen Weltenberges dar.
Balinesische Hindutempel gründen mythologisch auf Schildkröten und Schlangen (Nagas), welche die Unterwelt bevölkern. Die mittlere der drei balinesischen Welten stellt den einem Gott als Wohnsitz dienenden Schrein dar, an dem die Gläubigen Opfer bringen. Die stets in ungerader Zahl vorhandenen Pagodendächer darüber verkörpern den Himmelsberg Mahameru („Großer Meru“) und repräsentieren in Bali die Oberwelt.
Die Eigenheiten des Weltenberges werden auch im buddhistischen Stupa symbolisch übersetzt. Über dem Bauwerk breitet sich ein Ehrenschirm (chatra) aus, der von einem zentralen Mast (yashti) getragen wird. Der Mast entspricht makrokosmisch der zentralen Weltachse und im tibetischen Buddhismus zugleich mikrokosmisch der menschlichen Wirbelsäule, entlang der die fünf Chakren (Energiezentren) liegen. Der gesamte Stupa steht für den Weltenberg. Die einfachste Form der frühen Stupas war ein halbkreisförmiger Hügel, der nach dem Namen und seiner Gestalt auch als kosmisches Ei (sanskrit anda) verständlich wird. Die Halbkugel versinnbildlicht eine vollkommene zeitlose Form. Die meisten tibetischen Stupas besitzen zwischen Basis und Anda einen vierstufigen Treppenteil (sanskrit parisanda, tibetisch bang-rim), wobei jede der vier Stufen eine bestimmte Bewusstseinsebene bedeutet. Wie bei der Cella liegt die Bedeutung des Stupa in seiner Wirkung als Wegweiser aus der Welt hinaus im Gedanken eines geistigen Aufstiegs von der niedrigen in eine himmlisch-höhere Bewusstseinsstufe. Ähnlich einem auffliegenden Vogel und der grenzüberschreitenden Himmelsreise des Schamanen überwindet der Mensch im Yoga die irdische Welt.

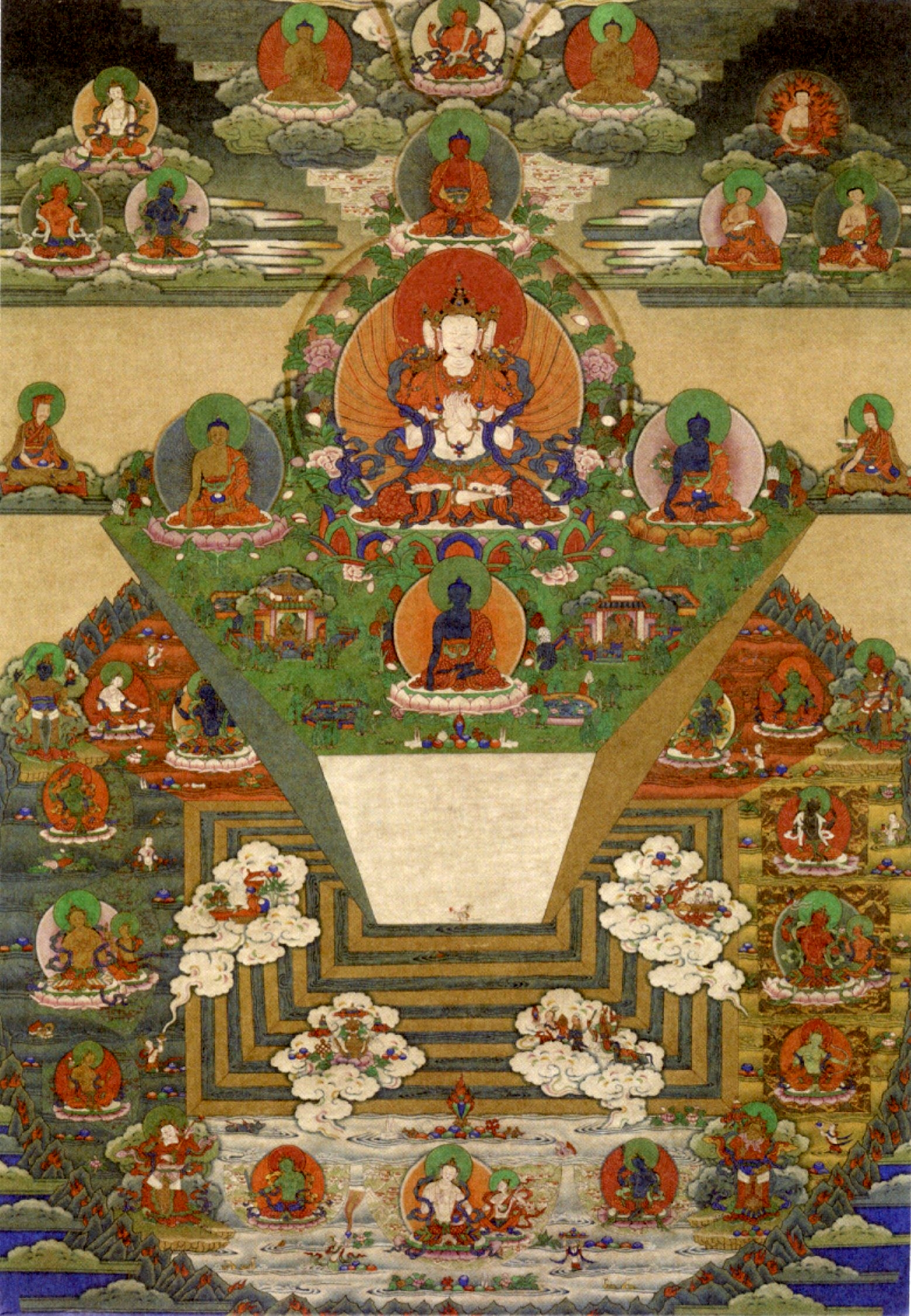
Ein bhutanischer Thangka zeigt den zentralen Schutzgott (yidam) auf dem Weltenberg Meru, umgeben von Gefolgsgottheiten in den verschiedenen Kontinenten, die durch ein Ringgebirge vom äußeren Salzozean abgegrenzt werden. Kloster Tongsa (Tongsa Dzong), 19. Jahrhundert

Ein tibetischer Thangka (magisches Rollbild, Votivgabe) ist nach genau festgelegten geometrischen Prinzipien konstruiert. Auf der mittigen vertikalen Achse bildet eine Schutzgottheit oder ein Heiliger mit Nimbus den Blickfang, umgeben von kleiner dargestellten Nebengottheiten. Manche Thangkas stellen die Götterabbilder im Zusammenhang der tibetischen Kosmographie dar. Die Welt besteht nach tibetischer Vorstellung aus einer sich nach unten wölbenden Halbkugel, deren vier Schalen von außen nach innen aus Luft, Feuer, Wasser und Erde mit dem in der Mitte aufragenden Weltenberg bestehen.
Im indonesischen Schattenspiel Wayang kulit und in verwandten Theaterformen symbolisiert die Figur des Gunungan den Weltenberg und zugleich den Lebensbaum. Der zur Eröffnung in der Bildschirmmitte aufgestellte Gunungan soll durch seine magischen Kräfte Götter und Heroen herbeilocken, damit sie die Spielfiguren zum Leben erwecken.
Ein frühes architektonisches Symbol des Weltenberges war die mesopotamische Tempelform Zikkurat, die mutmaßlich dem biblischen Turmbau zu Babel zugrunde lag. Die Freitreppen der breit angelegten Ziegelbauten sollten Erde und Himmel verbinden. Diese symbolische Bedeutung der Stufen ist im Namen der Zikkurat von Sippar belegt, der mit „Haus der Treppe zum heiligen Himmel“ übersetzt wird.
Nach Giuseppe Tucci geht die Symbolik der tibetischen Mandalas auf die ältere Form der Zikkurate mit fünf Stufen zurück. Später wurde die Zahl der Stufen auf sieben erhöht. Das am Boden gestaltete Mandala stellt einen von oben betrachteten Stupa dar und repräsentiert ebenso wie dieser die Welt in einer makrokosmischen und mikrokosmischen Ebene als Abbild des Kosmos und Abbild der Psyche. Im Zentrum des Mandalas steht der königliche Palast (sanskrit vimana, tibetisch gŽal-yas-kʾang), der äußerste Rand wird von einem ringförmigen Feuergebirge (me-ri) gebildet. Die Wände des Palastes werden durch fünf verschiedenfarbige Bänder dargestellt und sind mit Gefäßen geschmückt, die Lebenswasser enthalten und aus denen Paradiesbäume wachsen (sanskrit bhadra kalasha, tibetisch bum-pa bzang-po).
Im Alten Ägypten stellte die Stufenpyramide nach einem mythologischen Verständnis eine Treppe für den verstorbenen König dar, der auf ihr in den Himmel gelangen sollte. Als ein frühes ideengeschichtliches Vorbild für die Entwicklung des indischen Tempels gilt der kuschanische Umgangstempel Surkh Kotal im heutigen Norden Afghanistans aus dem Anfang des 2. Jahrhunderts n. Chr. Drei breite Treppen führten über fünf Terrassen an einem Berghang nach oben bis zu einem Feuertempel inmitten eines großen Hofes. Hier wurde sowohl die Vorstellung der späteren indischen Kulthöhlen als auch der indischen Tempelberge vorgeprägt.
Wenn sich der Weltenberg bewegt, wie es in Indien symbolisch bei Götterprozessionen mit den schweren, furchterregend schwankenden Tempelwagen (Rathas) der Fall ist, befindet sich die Welt in einem chaotischen Übergangszustand. Die bestehende Ordnung muss nach dieser Vorstellung regelmäßig durch eine solche Aktion erneuert werden.